# Interstate 664
Pour les articles homonymes, voir Route 664.
L'Interstate 664 (I-664) est une autoroute auxiliaire de l'I-64 en Virginie. L'autoroute parcourt 20,79 miles (33,46 km) depuis l'I-64 et l'I-264 à Chesapeake jusqu'à l'I-64, au nord, à Hampton.
L'I-664 est le segment ouest de la Hampton Roads Beltway, ceinturant la région métropolitaine des Hampton Roads. L'autoroute traverse Hampton Roads via le Monitor–Merrimac Memorial Bridge–Tunnel (MMMBT) entre Suffolk et Newport News. L'I-664 est reliée aux autres villes importantes de la région (Portsmouth, Norfolk et Virginia Beach) via l'I-264.

## Description du tracé

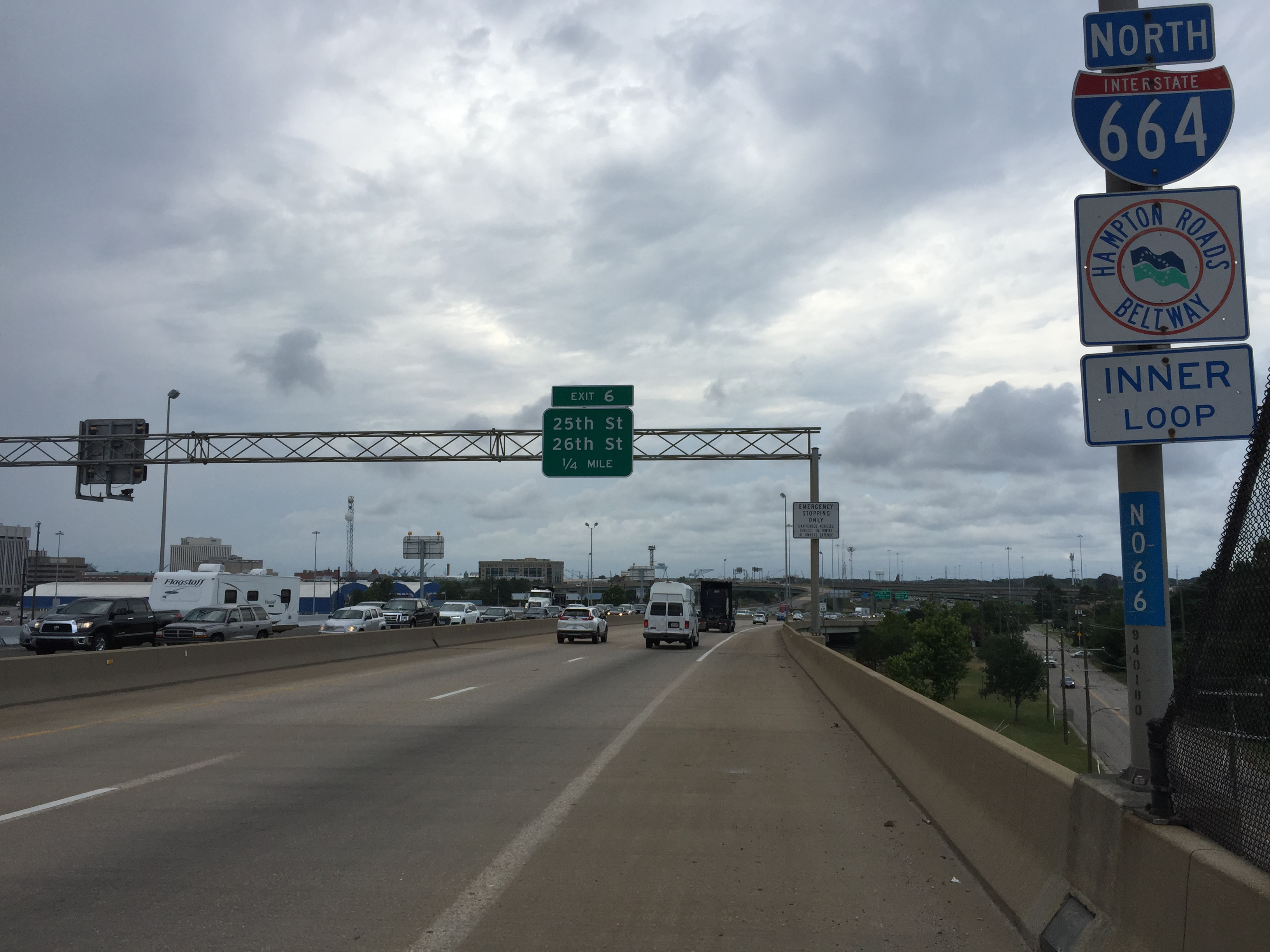
Vue en direction nord entre Terminal Avenue et la US 60 à Newport News.

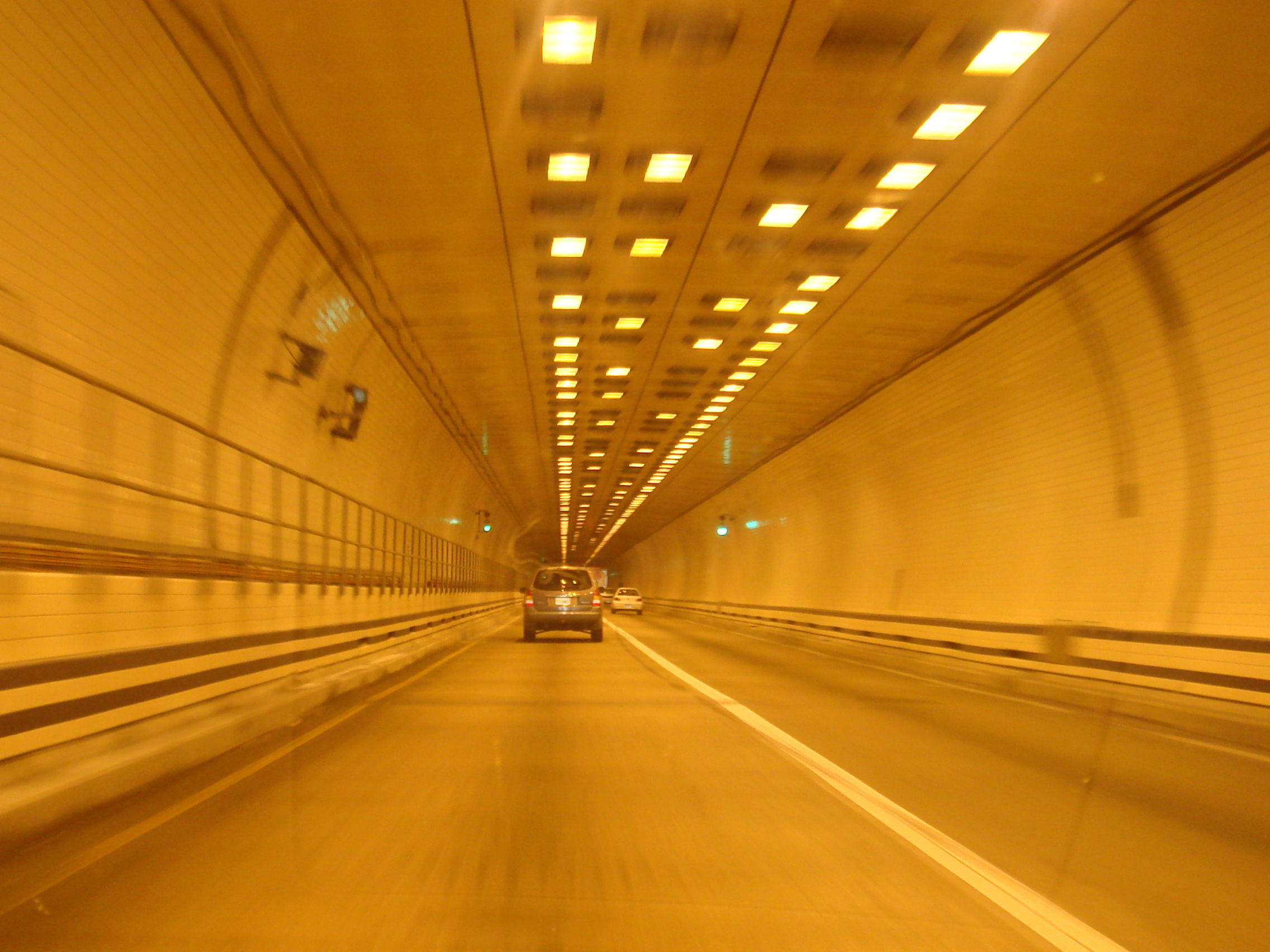
Le MMMBT

L'I-664 débute à l'intersection avec l'I-64 et l'I-264. Les trois autoroutes ont un de leurs terminus à cette intersection. L'I-664 se dirige à l'ouest comme autoroute à huit voies. Elle croise la US 13 et la US 460 pour ensuite passer au-dessus d'une voie ferrée de la Norfolk Southern Railway. L'autoroute rencontre ensuite la US 58. C'est après cet échangeur que l'I-664 adopte une orientation vers le nord et qu'elle devient une autoroute à quatre voies. Elle traverse Goose Creek et rencontre la SR 663 et la SR 337.
L'autoroute croise la SR 659 et une autre voie ferrée. Elle entre en même temps dans la ville de Suffolk. L'I-664 croise la US 17 et la SR 164 avant de rencontrer la SR 135.
Au nord de la SR 135, l'I-664 nord possède une station d'inspection des véhicules. L'autoroute pénètre ensuite dans le MMMBT. Le pont-tunnel passe à l'ouest de Craney Island, une île artificielle de Portsmouth. L'I-664 continue vers le nord-est sur une chaussée de trois miles (4,8 km) jusqu'à une île artificielle où le pont se courbe vers le nord-ouest et où l'autoroute s'engouffre dans un tunnel sous la voie navigable commerciale. L'autoroute refait surface sur une autre île artificielle à Newport News Point, à l'est des quais de charbon dans la ville de Newport News.
L'I-664 sud possède une station d'inspection des véhicules à la sortie du tunnel. L'autoroute croise la US 60 avant de bifurquer vers le nord-est. Elle rencontre ensuite plusieurs voies locales de Newport News avant son terminus nord à la jonction avec l'I-64.

## Liste des sorties
La séquence de numérotation des sorties de l'I-664 transgresse deux conventions pour les autoroutes Interstate. D'abord, l'I-664 utilise des numéros séquentiels plutôt que des numéros basés sur la distance parcourue. Aussi, la sortie 1 est au terminus nord alors que, d'habitude, la sortie 1 devrait se trouver à la sortie sud.
| Interstate 664       |                      |       |       |                                       | | |
| Comté                | Municipalité         | mi    | km    | Sortie                                | Intersections / Destinations | Notes |
| City de Chesapeake   | City de Chesapeake   | 0,00  | 0,00  | 15                                    | I-64 (Hampton Roads Beltway) / I-264 est – Portsmouth, Norfolk, Chesapeake, Virginia Beach                                                      | Terminus sud de l'I-664; indiqué sortie 15A (I-264) et 15B (I-64); sortie 299B de l'I-64                       |
| City de Chesapeake   | City de Chesapeake   |       |       | 14                                    | US 13 nord / US 460 est (Military Highway) | Sortie direction sud seulement                                                                                 |
| City de Chesapeake   | City de Chesapeake   | 1,21  | 1,95  | 13                                    | US 13 / US 460 / US 58 / SR 191 (en) nord vers US 460 Alt.– Bowers Hill, Suffolk                                                                | Indiqué sortie 13A (sud / ouest) et 13B (nord / est)                                                           |
| City de Chesapeake   | City de Chesapeake   | 2,69  | 4,33  | 12                                    | SR 663 (en) (Dock Landing Road) | |
| City de Chesapeake   | City de Chesapeake   | 3,72  | 5,99  | 11                                    | SR 337 (en) (Portsmouth Boulevard) – Portsmouth                                                                                                 | Indiqué sortie 11A (ouest) et 11B (est)                                                                        |
| City de Chesapeake   | City de Chesapeake   | 5,82  | 9,37  | 10                                    | SR 659 (en) (Pughsville Road) | |
| City de Suffolk      | City de Suffolk      | 7,41  | 11,93 | 9                                     | SR 164 (en) est / US 17 – Portsmouth, Pont James River                                                                                          | Indiqué sortie 9A (nord) et 9B (est / sud) en direction nord; pas d'accès depuis l'I-664 sud vers la US 17 sud |
| City de Suffolk      | City de Suffolk      | 8,45  | 13,60 | 8                                     | SR 135 (en) (College Drive) vers US 17 sud – Portsmouth                                                                                         | Indiqué sortie 8A (nord) et 8B (sud)                                                                           |
| Hampton Roads        | Hampton Roads        |       |       | Pont-tunnel Monitor-Merrimac Memorial | Pont-tunnel Monitor-Merrimac Memorial | Pont-tunnel Monitor-Merrimac Memorial                                                                          |
| City de Newport News | City de Newport News | 14,84 | 23,88 | 7                                     | Terminal Avenue | |
| City de Newport News | City de Newport News |       |       | 6                                     | US 60 (25th Street / 26th Street) / 27th Street                                                                                                 | |
| City de Newport News | City de Newport News | 16,25 | 26,15 | 5                                     | US 60 / 35th | |
| City de Newport News | City de Newport News |       |       | 5                                     | Jefferson Avenue | Sortie direction nord, entrée direction sud                                                                    |
| City de Newport News | City de Newport News | 17,03 | 27,41 | 4                                     | Chestnut Avenue / Roanoke Avenue | |
| City de Hampton      | City de Hampton      | 17,86 | 28,74 | 3                                     | Aberdeen Road | |
| City de Hampton      | City de Hampton      | 19,13 | 30,79 | 2                                     | Power Plant Parkway / Powhatan Parkway | |
| City de Hampton      | City de Hampton      | 20,79 | 33,46 | 1                                     | I-64 (Hampton Roads Beltway) – Williamsburg, Richmond, Centre-ville de Hampton, Norfolk, Virginia Beach, Aéroport international de Newport News | Terminus nord de l'I-664; indiqué sortie 1A (ouest) et 1B (est); sortie 264 de l'I-64                          |
| - Accès incomplet    |                      |       |       |                                       | | |